# پابلو باررا
پابلو باررا (انگلیسی: Pablo Barrera؛ زادهٔ ۲۱ ژوئن ۱۹۸۷) یک بازیکن فوتبال اهل مکزیک است.
وی همچنین در تیم ملی فوتبال مکزیک بازی کرده‌است.